# Palatul de Marmură din Sankt Petersburg
Palatul de Marmură (în rusă Мраморный дворец) este unul dintre primele palate în stil neoclasic din Sankt Petersburg, Rusia. El este situat între Câmpul lui Marte și Cheiul Palatului, puțin mai la est de palatul marelui duce Mihail.

## Istoric

### Construire și design
Palatul a fost construit de contele Grigori Orlov, favoritul împărătesei Ecaterina cea Mare și cel mai influent nobil rus din anii 1760. Construcția a început în 1768 după planurile lui Antonio Rinaldi, care a contribuit anterior la decorarea palatului mare de la Caserta, lângă Napoli. Combinația ornamentațiilor somptuoase cu monumentalitatea clasică riguroasă, practicată de Rinaldi, poate fi atribuită influenței arhitecturii lui Luigi Vanvitelli din Italia.
Palatul și-a primit numele de la aspectul său somptuos dintr-o mare varietate de marmură policromă. Granitul finlandez cu granulație dură de pe podeaua de la parter se află în contrast subtil cu mamura kareliană roz a pilaștrilor și cu marmura albă din Munții Ural a capitelurilor și festoanelor. Panourile din marmură gri-albăstruie din Munții Ural separă etajele, în timp ce dolomitul de Tallinn a fost folosit pentru urnele ornamentale. În total, 32 de nuanțe diferite de marmură au fost folosite pentru a decora palatul.
Planul edificiului este trapezoidal: fiecare dintre cele patru fațade, deși strict simetrice, are un design diferit. Una dintre fațade ascunde o curte închisă, unde a fost amplasată între 1937 și 1992 o mașină blindată folosită de Lenin în timpul Revoluției din Octombrie. În prezent, curtea este dominată de statuia ecvestră a țarului Alexandru al III-lea al Rusiei, cea mai celebră lucrare a sculptorului Paolo Troubetzkoy; ea s-a aflat anterior într-o piață din fața gării din Moscova.

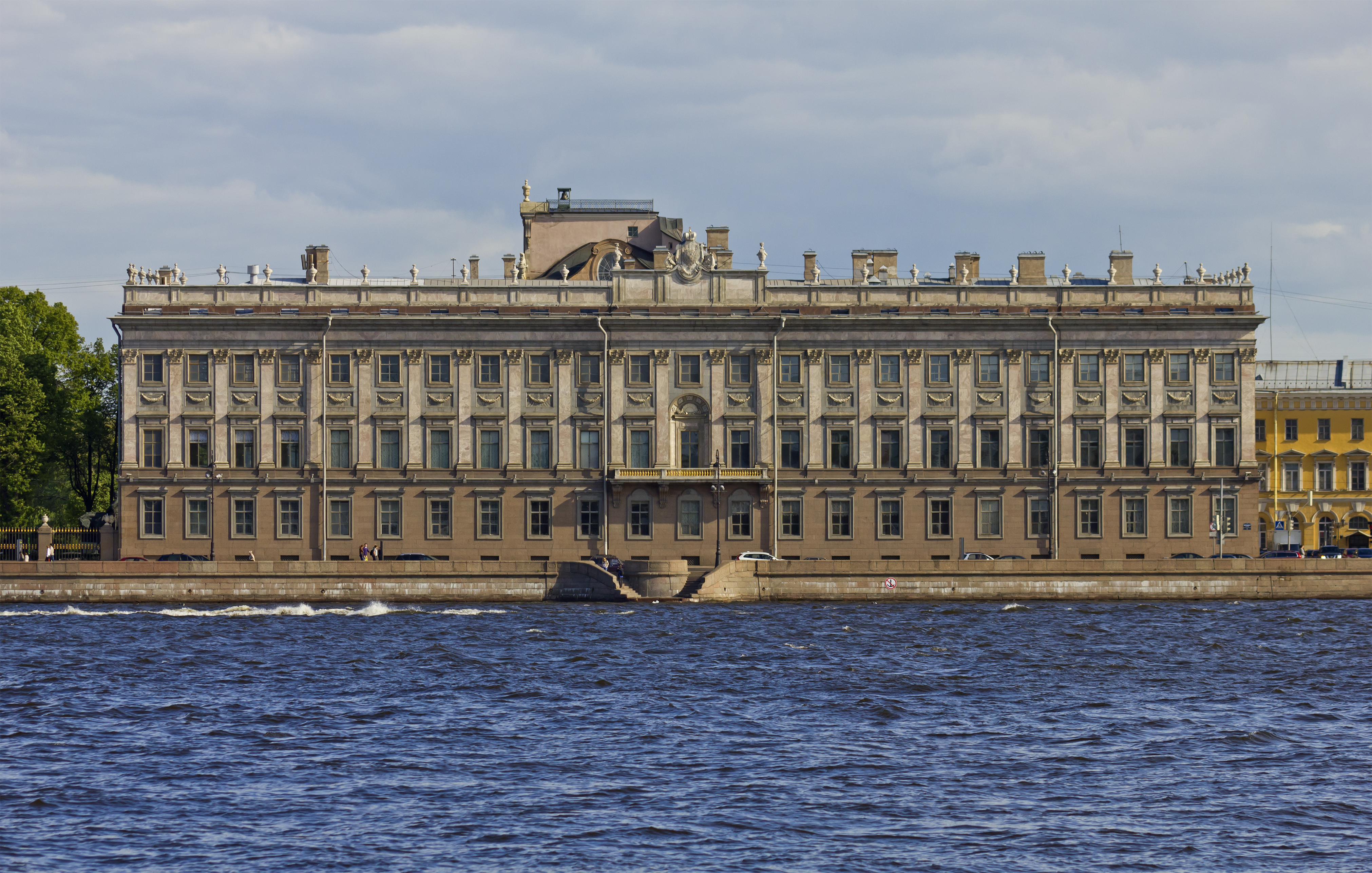
Fațada Palatului de Marmură dinspre Neva. Pentru o vedere nocturnă vezi aici.

### Proprietari și redecorări
Fedot Șubin, Mihail Kozlovski, Stefano Torelli și alți meșteșugari ruși și străini au decorat încăperile din interior cu marmură colorată, stuc și statui până în 1785, timp în care contele Orlov a murit (1783) și împărăteasa a achiziționat palatul pentru proprii ei moștenitori. În perioada 1797-1798 clădirea i-a fost închiriată lui Stanisław al II-lea August, ultimul rege al Poloniei. Ulterior, palatul a aparținut marelui duce Constantin Pavlovici și moștenitorilor săi din ramura Konstantinovici a familiei Romanov.
În 1843 marele duce Constantin Nicolaevici a decis să redecoreze edificiul, redenumindu-l Palatul Constantin și angajându-l pe Alexandr Briullov ca arhitect. Biserica adiacentă și alte anexe au fost complet reconstruite, în timp ce interiorul palatului a fost renovat în conformitate cu gusturile eclectice ale noului proprietar. Doar scara principală și Sala de Marmură au supraviețuit, fiind refăcute și păstrate decorațiunile din stuc și plăcile din marmură originale din vremea lui Rinaldi.

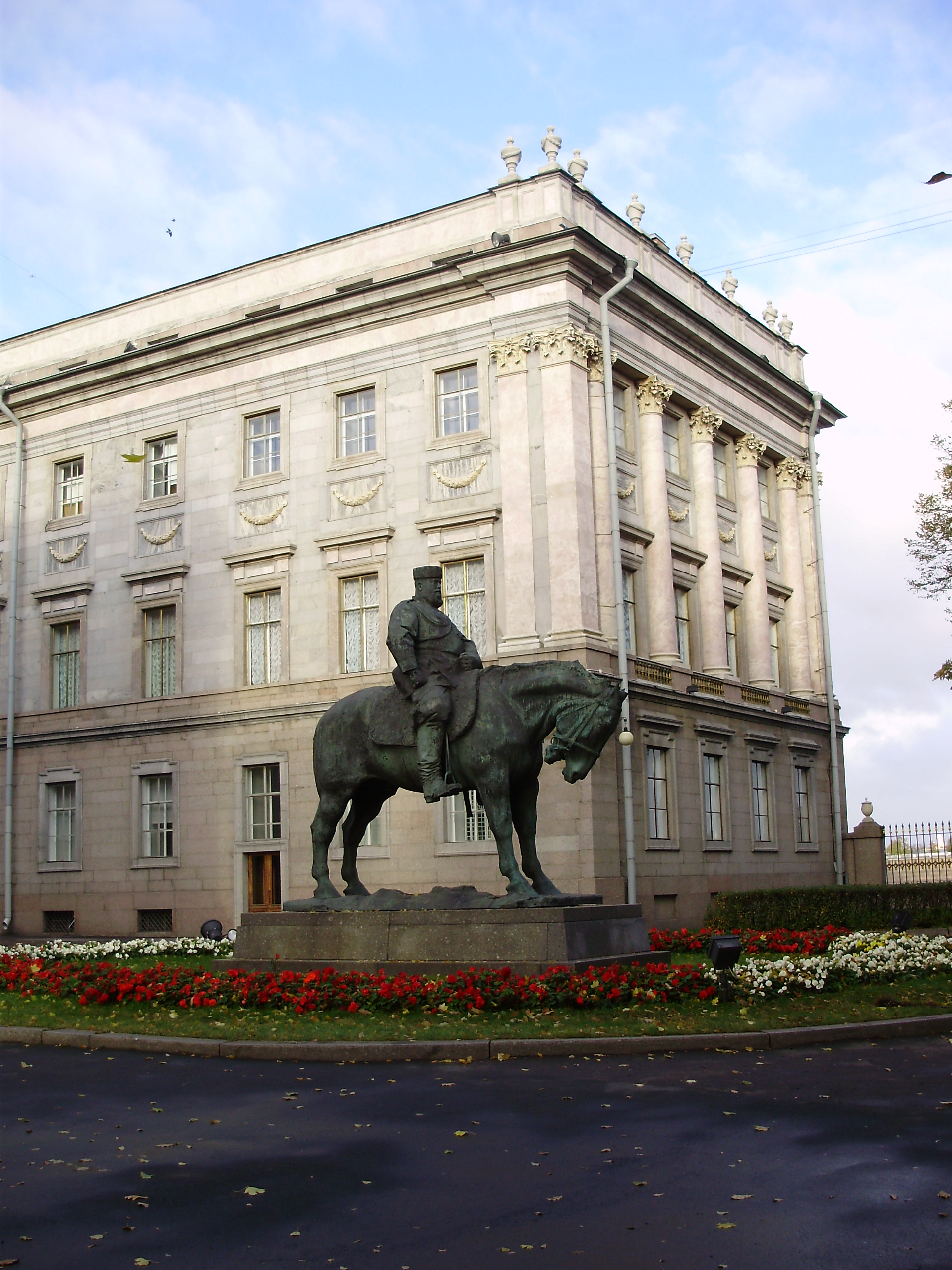
Statuia ecvestră a lui Alexandru al III-lea din Piața Vosstania

### Utilizare în perioada sovietică
În timpul perioadei sovietice palatul a găzduit succesiv Ministerul Muncii (1917-1919), Academia Culturii Materiale Ruse (1919–1936), și, mai ales, principala filială a Muzeului Central (Național) Lenin (1937-1991) cu apartamentele memoriale ale lui Lenin din Leningrad - locurile în care a locuit în diferitele perioade când s-a aflat la Sankt Petersburg.

### Situația actuală: o ramură a Muzeului Rus
În prezent, palatul găzduiește expoziții permanente ale Muzeului Rus de Stat, în special „Artiști străini în Rusia (secolele al XVIII-lea și al XIX-lea)” și „Muzeul Peter Ludwig la Muzeul Rus”, conținând tablouri realizate de Andy Warhol și alți idoli Pop Art.

## Legături externe
Materiale media legate de Palatul de Marmură din Sankt Petersburg la Wikimedia Commons
- Palatul De Marmură (Saint Petersburg)
- Palatul de marmură de Saint-Petersburg.com